# Juan Gabriel Vásquez

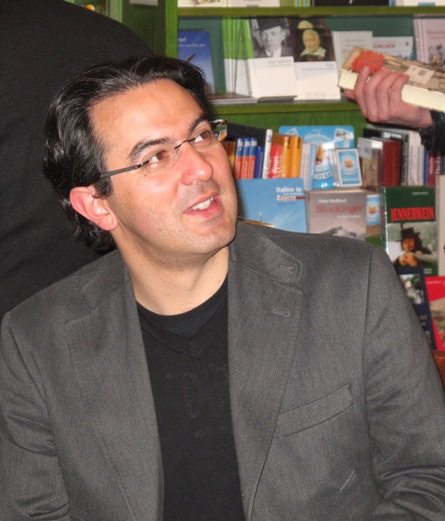
Juan Gabriel Vásquez bei einer Lesung, 2011

Juan Gabriel Vásquez (* 1973 in Bogotá) ist ein kolumbianischer Schriftsteller und Übersetzer.

## Leben
Juan Gabriel Vásquez studierte an der Sorbonne lateinamerikanische Literatur. Bevor er mit seinem preisgekrönten Roman Die Informanten international Bekanntheit erlangte, hatte er sich bereits als Übersetzer von Werken von Victor Hugo, John Hersey, John Dos Passos und E. M. Forster sowie als Essayist einen Namen gemacht. Vásquez schreibt als Kolumnist für die kolumbianische Zeitschrift El Espectador. Er gilt als ein früher Kritiker des Macondismo, also des Exotismus des Magischen Realismus.
2011 wurde er für seinen Roman El ruido de las cosas al caer mit dem Premio Alfaguara de Novela ausgezeichnet. Für die ins Englische übersetzte Lizenzausgabe des gleichen Romans (dortiger Titel The Sound of Things Falling) bekam er 2014 den International IMPAC Dublin Literary Award, einen der mit insgesamt 100.000 Euro Preisgeld höchstdotierten Literaturpreise der Welt. Im Frühjahr 2017 hatte er die Friedrich Dürrenmatt Gastprofessor für Weltliteratur an der Universität Bern inne.
Vásquez lebte mit seiner Frau und zwei Töchtern in Barcelona. Nach 16 Jahren in Europa kehrte der Autor 2012 mit seiner Familie nach Bogotá zurück. Die deutsche Ausgabe seines Romans aus 2015, Die Gestalt der Ruinen, stellte Vásquez im November 2018 auf Lesereise vor. Die Handlung dreht sich um die Staatskrise von 1948, als der liberale Politiker Jorge Eliécer Gaitán in Bogotá auf offener Straße ermordet wurde.
Im Sommersemester 2021 hat er die Samuel-Fischer-Gastprofessur für Literatur am Peter-Szondi-Institut der Freien Universität Berlin inne.

## Werke
Romane
- Los amantes de Todos los Santos, 2001.
  - Die Liebenden von Allerheiligen. Erzählungen. Übersetzt von Susanne Lange. Schöffling & Co., Frankfurt am Main 2013, ISBN 978-3-89561-007-3.
- Joseph Conrad: el hombre de ninguna parte, 2004, Biographie Joseph Conrads
- Los informantes, 2004.
  - Die Informanten. Roman. Übersetzt von Susanne Lange. Schöffling & Co., Frankfurt am Main 2010, ISBN 978-3-89561-005-9.
- Historia secreta de Costaguana, 2007.
  - Die geheime Geschichte Costaguanas. Roman. Übersetzt von Susanne Lange. Schöffling & Co., Frankfurt am Main 2011, ISBN 978-3-89561-006-6.
- El arte de la distorsión, 2009.
- El ruido de las cosas al caer, 2010.
  - Das Geräusch der Dinge beim Fallen.[3] Übersetzt von Susanne Lange. Schöffling & Co., Frankfurt am Main 2014, ISBN 978-3-89561-008-0.
- Las Reputaciones. Alfaguara 2013, ISBN 978-84-204-1513-0.
  - Die Reputation. Schöffling & Co., Frankfurt am Main 2016, ISBN 978-3-89561-009-7.
- La forma de las ruinas, Alfaguara, 2015, ISBN 978-84-204-1949-7.
  - Die Gestalt der Ruinen, Roman, aus dem Spanischen von Susanne Lange, Schöffling & Co, Frankfurt/Main 2018, 521 S., ISBN 978-3-89561-017-2.
- Canciones para el incendio. Alfaguara, 2019, ISBN 978-84-204-3244-1
- Volver la vista atrás. Alfaguara, 2021, ISBN 978-84-204-5560-0

## Auszeichnungen
- 2011: Premio Alfaguara de Novela für den Roman El ruido de las cosas al caer
- 2013: Premio Gregor von Rezzori für denselben, ins Italienische übersetzten Roman
- 2014: International IMPAC Dublin Literary Award[6] für denselben, ins Englische übersetzten Roman The Sound of Things Falling
- 2022: Prix du Meilleur livre étranger für Volver la vista atrás in französischer Übersetzung

## Belege
1. ↑  Juan Gabriel Vasquez erhält mit 100.000 Euro dotierten Buchpreis, Der Standard vom 12. Juni 2014, abgerufen am 7. Juli 2014
2. ↑  Webseite Walter Benjamin Kolleg, abgerufen am 28. Februar 2018.
3. 1 2  Spuren der Gewalt Juan Gabriel Vásquez’ Roman "Das Geräusch der Dinge beim Fallen", Rezension von Tobias Wenzel im Deutschlandradio Kultur vom 7. Juli 2014, abgerufen am 8. Juli 2014.
4. ↑  „Auf den Spuren der Gewalt“, Deutschlandfunk Kultur vom 20. November 2018, abgerufen am 20. November 2018.
5. ↑  Juan Gabriel Vásquez (SoSe 2021). Freie Universität Berlin, abgerufen am 24. Februar 2021 (deutsch).
6. ↑  Webauftritt des International Impac Dublin Literary Award (englisch)

| Personendaten    | Personendaten                                 |
| ---------------- | --------------------------------------------- |
| NAME             | Vásquez, Juan Gabriel                         |
| KURZBESCHREIBUNG | kolumbianischer Schriftsteller und Übersetzer |
| GEBURTSDATUM     | 1973                                          |
| GEBURTSORT       | Bogotá                                        |